# Маттель, Колин
Коли́н Матте́ль (фр. Coline Mattel; род. 3 ноября 1995 года, Салланш) — французская прыгунья с трамплина, призёр чемпионата мира, победитель этапов мирового кубка.

## Карьера
Колин Маттель дебютировала в континентальном кубке в одиннадцатилетнем возрасте (женский Кубок мира тогда ещё не существовал). В сезоне 2010/2011 в этом соревновании она была второй, уступив первенство австрийке Даниэле Ирашко. В промежуток с 2009 по 2011 выиграла полную коллекцию медалей юниорских чемпионатов мира, последовательно выигрывая бронзу, серебро и золото.
В 2009 году дебютировала на чемпионатах мира, где заняла пятое место (хотя выиграла тренировочный раунд, который проводился перед основными состязаниями).
На Кубке мира дебютировала 3 декабря 2011 года, когда был проведен первый в истории кубковый старт среди женщин. В первом же старте француженка стала второй, уступив только будущей обладательнице Кубка мира Саре Хендриксон. В том же сезона Колин завоевала бронзовую медаль на чемпионате мира в Норвегии.
В сезоне 2012/2013 впервые выиграла этап Кубка мира, сделав это на олимпийском трамплине в Сочи, а в общем зачёте француженка замкнула тройку сильнейших.
Завершила карьеру в январе 2018 года.

## Победы в Кубке мира
| Сезон     | Дата           | Место   | Трамплин |
| --------- | -------------- | ------- | -------- |
| 2012/2013 | 9 декабря 2012 | Сочи    | HS 105   |
| 2012/2013 | 2 февраля 2013 | Саппоро | HS 100   |

### Результаты в Кубке мира
| 2013/14 Итоги | 2013/14 Итоги | Норвегия | Норвегия | Германия | Германия | Россия | Россия | Япония | Япония | Япония | Япония | Словения | Словения | Австрия | Австрия | Румыния | Румыния | Норвегия | Швеция | Швеция | Словения |
| Очков         | Место         | См       | Инд      | Инд      | Инд      | Инд    | Инд    | Инд    | Инд    | Пол    | Пол    | Инд      | Инд      | Инд     | Инд     | Инд     | Инд     | Инд      | Инд    | Инд    | Инд      |
| 275           | 5             | 7        | 8        | 15       | 19       | 4      | 5      | 6      | 2      | —      | —      | —        | —        | —       | —       | —       | —       | —        | —      | —      | —        |

| 2012/13 Итоги | 2012/13 Итоги | Норвегия | Норвегия | Россия | Россия | Австрия | Германия | Германия | Германия | Германия | Япония | Япония | Япония | Япония | Словения | Словения | Норвегия | Норвегия |
| Очков         | Место         | См       | Инд      | Инд    | Инд    | Инд     | Инд      | Инд      | Инд      | Инд      | Инд    | Инд    | Инд    | Инд    | Инд      | Инд      | Инд      | Инд      |
| 823           | 3             | 9        | 7        | 4      | 1      | 2       | 12       | 3        | 3        | 6        | 1      | 5      | —      | —      | 3        | 2        | 6        | 4        |